# Klaus Milbradt
Klaus Milbradt (* 28. Februar 1940 in Stettin, Deutsches Reich; † 20. November 2007 in Berlin) war ein deutscher Turner in der DDR und DTB-Bundestrainer. Er war dreimaliger DDR-Meister 1959, 1961 und 1964 am Seitpferd für den SC Lok Leipzig. Er startete auch bei internationalen Wettbewerben für die Turnriege der DDR. Nach seiner Turnkarriere in den 1960er Jahren absolvierte er ein Studium zum Sportlehrer in Leipzig und war zuerst Einzeltrainer und ab 1980 Chefturntrainer des Sportclubs Chemie Halle. Milbradt war ab 1990 der erste Turn-Bundestrainer des wiedervereinigten Deutschlands, deren Turnriege bei den Turn-Weltmeisterschaften 1991 die Bronzemedaille holte. Vor den Olympischen Sommerspielen 1992 trat er als DTB-Bundestrainer zurück, weil er mit der Doppelbelastung als gleichzeitiger Stützpunkttrainer überfordert war. Danach war er bis zu seinem Ruhestand als Trainer im Jahr 2001 als Leiter am  Bundesstützpunkt für Turnen in Halle (Saale) tätig. Sein Sohn ist der ehemalige Turner und Bundestrainer Nachwuchs, Jens Milbradt (* 1969).